# فوكس ستيفنسون
فوكس ستيفنسون (بالإنجليزية: Fox Stevenson)‏ هو ملحن بريطاني، ولد في 25 يناير 1993 في ليدز في المملكة المتحدة.

## وصلات خارجية
- فوكس ستيفنسون على موقع ميوزك برينز (الإنجليزية)
- فوكس ستيفنسون على موقع أول ميوزيك (الإنجليزية)
- فوكس ستيفنسون على موقع أول ميوزيك (الإنجليزية)
- فوكس ستيفنسون على موقع ديسكوغز (الإنجليزية)
- فوكس ستيفنسون على موقع ديسكوغز (الإنجليزية)